# Mesta Mästarmötet
O Mesta Mästarmötet (em português: Confronto dos maiores campeões) é um clássico do futebol sueco que envolve o Malmö Fotbollförening e o IFK Göteborg, os dois clubes são os maiores campeões da Allsvenskan (o Malmö FF conquistou 21 títulos da liga e o IFK Göteborg 18 títulos) e talvez as duas maiores equipes da história do futebol sueco.

## Estatísticas
Tabela atualizida em 2 de Novembro de 2020
|                        | Vitórias do IFK Göteborg | Empates | Vitórias do Malmö FF |
| ---------------------- | ------------------------ | ------- | -------------------- |
| Allsvenkan             | 61                       | 41      | 67                   |
| Svenska Cupen i Fotbol | 2                        | 0       | 8                    |
| Svenska Supercupen     | 0                        | 0       | 1                    |
| Total                  | 63                       | 41      | 76                   |

## Últimos 5 jogos
| Data                  | Time da casa | Resultado | Time visitante | Local        | Competição    |
| --------------------- | ------------ | --------- | -------------- | ------------ | ------------- |
| 16 de maio de 2019    | IFK Göteborg | 0–0       | Malmö FF       | Gamla Ullevi | Allsvenskan   |
| 6 de outubro de 2019  | Malmö FF     | 1–0       | IFK Göteborg   | Stadion      | Allsvenskan   |
| 30 de julho de 2020   | IFK Göteborg | 2–1       | Malmö FF       | Gamla Ullevi | Svenska Cupen |
| 2 de agosto de 2020   | IFK Göteborg | 0–3       | Malmö FF       | Gamla Ullevi | Allsvenskan   |
| 25 de outubro de 2020 | Malmö FF     | 3–1       | IFK Göteborg   | Stadion      | Allsvenskan   |

## Títulos
| Time         | Allsvenskan | Svenska Cupen | Supercupen | Total |
| ------------ | ----------- | ------------- | ---------- | ----- |
| Malmö FF     | 23          | 14            | 2          | 39    |
| IFK Göteborg | 13          | 8             | 1          | 22    |
| Total        | 36          | 22            | 3          | 61    |